# Mastný Dvůr
Mastný Dvůr (původně Vlkanice, německy Schmalzhof) je zaniklý statek v katastrálním území obce Polerady v okrese Most v Ústeckém kraji. Jednalo se o samotu vzdálenou necelý 1,5 km jihovýchodně od Polerad.
Tento bývalý poplužní dvůr je jediným zbytkem vsi Vlkanice, která zanikla za třicetileté války. Hospodářský statek vznikl ze zdejší šlechtické tvrze a po válce patřil ke schwarzenberskému panství Postoloprty. Zemědělská usedlost byla zbořena během výstavby Elektrárny Počerady na konci šedesátých let 20. století. Západně od bývalého statku vede železniční vlečka pro elektrárnu.

## Název
Název vesnice Vlkanice byl odvozen od jména Vlkan ve významu ves lidí Vlkanových. V cizojazyčných dokumentech bývalo počáteční V považováno za předložku a vynecháváno. V historických pramenech se jméno objevuje ve tvarech: Lkanicz (1393, 1404), „in Lkaniczich“ (1455), Vlkanice (1495), „v Velkanicích“ (1524), „k Welkaniczym“ (1544), Wlkanicze (1546) a Schmalzhof (1787, 1846).

## Historie
První písemná zmínka o vsi Vlkanice (též Lkanice) pochází z roku 1393. Snad už na začátku patnáctého století v ní stála tvrz, jejímž majitelem byl roku 1404 nejspíše Jan Kácovec ze Lkanic. Tvrz je však doložena až v roce 1455, kdy ji Jan z Perče přenechal, i s manstvím mosteckého hradu, Jeníkovi z Divic. Od něj ji v roce 1467 získal Jakoubek z Vřesovic. Podle Augusta Sedláčka i Rudolfa Anděla měl tvrz zdědit Jakoubkův syn Jindřich, ale Jakoubek měl jediného syna Jana († 1478). Jindřich z Vřesovic Vlkanice roku 1495 prodal Jiřímu Oplovi z Fictumu, od kterého je před rokem 1592 koupil Bartoloměj z Velebudic. Bartolomějovi potomci, Křenové z Velebudic, Vlkanice připojili ke Koporeči. V roce 1568 obě vesnice patřily Zikmundu Šmolcovi ze Šmolcu. Samotná vesnice zanikla nejspíše během třicetileté války a v místech bývalé tvrze byl snad postaven hospodářský dvůr.